# Continuation Vol. 2
Continuation Vol. 2 ist ein Jazzalbum von Sun Ra. Die entweder 1963 oder 1968/69 entstandenen Aufnahmen erschienen am 14. Juni 2014 auf Enterplanetary Koncepts. Das Album enthält Material, das bei den Aufnahmen von Sun Ras El Saturn-LP Continuation entstanden war.

## Hintergrund
Um 1970 veröffentlichte Sun Ra Continuation, eine LP mit Aufnahmen in limitierter Auflage, deren Ursprünge Experten verwirrten, schrieb der Co-Herausgeber von Continuation Vol. 2, Michael D. Anderson. Das diskografische Werk von Robert Campbell und Christopher Trent, The Earthly Recordings of Sun Ra (2. Auflage, veröffentlicht 2000), biete zwar einige Hinweise zum beteiligten Arkestra-Personal auf diesem Album, aber die Zitate enthielten viele Fragezeichen. Mehrere Sun Ra-Forscher glauben, dass diese Sessions aus den Jahren 1968 oder 1969 stammen, dennoch spiegeln sie Aufnahmen wider, die in den frühen 1960er-Jahren im damaligen New Yorker Probenraum des Arkestra, dem Choreographer’s Workshop gemacht wurden. Dieser Aufnahmeort (und das Jahr 1963) wurde auch auf einer CD-Ausgabe des gesamten Materials beim Label Corbett vs. Dempsey zitiert und mit Aufnahmen aus dieser Zeit, Secrets of the Sun und Art Forms of Dimensions Tomorrow verknüpft. Im Jahr 2014 boten Campbell und Trent eine erneute Überlegung an: „Normalerweise datiert 1968-69, aber aus stilistischen Gründen ist für diese Tracks ein früheres Datum wahrscheinlich“.
Michael D. Anderson, Geschäftsführer des Sun Ra Archives, der diese Tracks von undatierten Mastertapes übertragen hat, ist der Ansicht, dass sie aus dem Jahr 1963 stammen und im Choreographer’s Workshop aufgenommen wurden. Dieser Veranstaltungsort war ein langjähriger Proberaum von Arkestra und ein Ad-hoc-Aufnahmestudio, eine Residenz, die kurz nach ihrer Ankunft in New York im Jahr 1961 nach den prägenden Jahren in Chicago begann. Die Aufnahmen auf Continuation Vol. 2 (alle in Stereo) entstanden mit kleinen Ensembles von sechs bis acht Spielern, typisch für Aufnahmen aus dem Choreographer’s Workshop in den frühen 1960er-Jahren, meint Michael D. Anderson. Zu dieser Zeit habe Sun Ra hauptsächlich mit Musikern zusammengearbeitet, die mit ihm von Chicago an die Ostküste gekommen waren, zusammen mit wenigen New Yorker Musikern. Einer der wenigen Anhaltspunkte, die gegen den Choreographer’s Workshop als Entstehungsort sprechen, sei das Fehlen der „harschen Lagerhallen-Akustik“, die für die Aufnahmen aus dem Workshop-Keller charakteristisch sei. Diese Aufnahmen hätten ein wärmeres Studio-Feeling, so Anderson, obwohl sie immer noch eine „Billig“-Einstellung widerspiegeln.
Da es sich um bisher unveröffentlichte Aufnahmen handelt, sind Personal, Daten und Orte unbekannt. Abgesehen von Sun Ra erscheinen wahrscheinlich die folgenden Musker in diesen Sessions: Marshall Allen: Altsaxophon, Flöte, Schlagzeug, Pat Patrick: Bariton-Saxophon, Schlagzeug, John Gilmore: Tenorsaxophon, Schlagzeug, Danny Davis: Altsaxophon und/oder Flöte, Schlagzeug, Teddy Nance oder Bernard Pettaway: Posaune, Wayne Harris und/oder Walter Miller: Trompete, Ronnie Boykins: Bass, Clifford Jarvis, Tommy Hunter, Lex Humphries: Schlagzeug, Perkussion, Tommy Hunter: Hall. Track 7 ist eine Art Medley mit dem Titel „Cosmic Rays/The Next Stop Mars“. Letzteres wurde erstmals 1963 aufgenommen und 1966 auf When Angels Speak of Love veröffentlicht.

## Editorische Hinweise
Die Aufnahmen erschienen erstmals 2013 als Teil der von Corbett vs. Dempsey herausgegebenen CD-Fassung des Continuation-Albums. Bei der Erstausgabe wurden die rohen Bandübertragungen nicht digital repariert, was zu (unerwünschten) Artefakten wie Lautstärkeunterschieden, Audioaussetzern und -lücken, transienten Geräuschen und übermäßigem Rauschen führte.
Die überarbeitete Veröffentlichung von 2014 wurde von Michael D. Anderson (vom Sun Ra Music Archive) und Irwin Chusid unter der Schirmherrschaft von Sun Ra LLC, den Erben der 1992 verstorbenen Musiklegende, remastered und co-produziert. Continuation Vol. 2 folgt der mittlerweile vergriffenen 2-CD-Edition Paket von Corbett vs. Dempsey; dabei wurden das Original-Album und bislang unveröffentlichtes Material unter dem Titel Continuation vereint. Bei der Neuausgabe von 2014 wurde mit digitaler Audiosoftware versucht, viele der technischen Mängel der alten Bänder zu überwinden – oder zumindest zu vermindern. Für die remasterte Neuausgabe wurde folglich eine digitale Restaurierung vorgenommen, um diese Fehler so weit wie möglich zu beseitigen. Die Herausgeber entschieden, den Original-LP-Inhalt wieder von dem zunächst unveröffentlichten Material zu trennen und sie als Continuation Vol. 1 und Vol. 2 zu editieren, die jeweils dasselbe Front-Cover mit unterschiedlichen Farbschemata aufweisen.

## Titelliste
- Sun Ra: Continuation Vol. 2 (Enterplanetary Koncepts, Cosmic Myth Music SATURN 518)[4]

1. Blue York 2:48
2. Meteor Shower 3:25
3. The Myth 4:03
4. Ihnfinity 2:45
5. Conversation of the Universe 3:55
6. The Beginning Of 3:37
7. Cosmic Rays - The Next Stop Mars 9:34

Die Kompositionen stammen von Sun Ra.

## Rezeption
Continuation 2 würde Sun Ra [so er noch lebte] überraschen, weil er nie ein solches Album veröffentlicht habe, schrieb Michael D. Anderson in den Liner Notes. Stilistisch sei dieses Material den Chicagoer Post-Big-Band-Sound (etwa die gefühlvolle Ballade „Blue York“ und das träge „Ihnfinity“) mit der kühnen, experimentellen Ausrichtung von Sun Ras New Yorker Aufnahmen aus den 1960er-Jahren („Meteor Shower“ und „Conversation of the Universe“) verbunden.